# The Kingdom (cómic)
The Kingdom (en español: El Reino), es una serie limitada de ocho (8) cómics ambientada en el universo DC; escrita por Mark Waid e ilustrada por Ariel Olivetti con portadas de Mike Zeck, publicada en febrero de 1999. Esta surge como secuela de la aclamada serie Kingdom Come, la cual también fue escrita por Mark Waid.
Uno de los elementos más destacables de esta obra es la creación del hipertiempo, concepto creado por Waid para explicar las diferencias en la continuidad entre las historias del universo DC y el multiverso presentado en Crisis on Infinite Earths; donde aplica la premisa de «todo es verdad». La ausencia de la calidad artistíca del dibujo de Alex Ross, repercutió en el poco impacto mediático que esta tuvo comparada con su predecesora.